# JR東日本大飯店 台北
JR東日本大飯店 台北（日語：ホテルメトロポリタン プレミア 台北）是位於台灣臺北市的旅館，為JR東日本集團在日本以外的首間飯店。建築於1999年完工時為六福開發「臺北六福皇宮」，2018年12月31日臺北六福皇宮歇業後房東國泰人壽改與JR東日本集團合作引進，2021年8月23日正式開幕。

## 歷史
臺北威斯汀六福皇宮

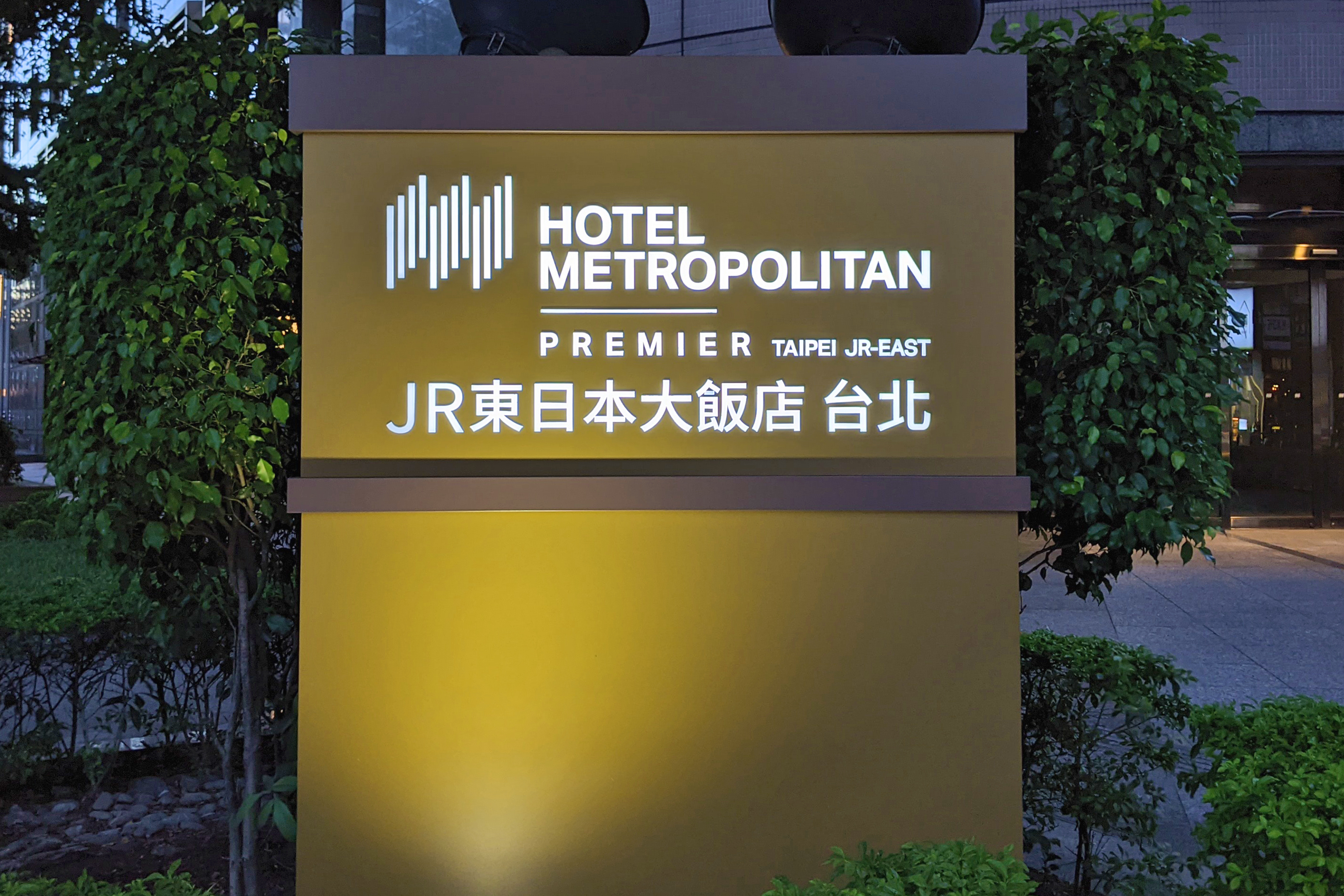
JR東日本大飯店台北時期的銘牌

- 1999年10月，六福開發與喜達屋酒店及度假酒店國際集團旗下品牌威斯汀酒店合作的「臺北六福皇宮」（英語：The Westin Taipei）開幕。[3]
- 2012年1月，臺北六福皇宮更名為「臺北威斯汀六福皇宮」，成為威斯汀酒店在台第一個據點。
- 2018年4月，因地主國泰人壽另有計畫不獲續租，臺北威斯汀六福皇宮宣布於年底歇業。[4][5]

JR東日本大飯店 台北
- 2019年11月，國泰人壽確定與JR東日本集團簽約，引進JR東日本集團旗下飯店品牌「Hotel Metropolitan」接手六福皇宮房舍，開設海外首間旅館「JR東日本大飯店 台北」。
- 2021年8月23日，福泰飯店集團與JR東日本集團合作的「JR東日本大飯店 台北」正式營運。[6]

## 外部連結
- JR東日本大飯店 台北 （页面存档备份，存于） （繁體中文）（日語）（英文）
- JR東日本大飯店台北 (中山區) - Tripadvisor （页面存档备份，存于）
- JR東日本大飯店台北 - 臺灣旅宿網 （页面存档备份，存于）
- 捷福旅館管理顧問股份有限公司 - 台灣公司資料
- JR東日本大飯店 台北的Facebook專頁
- JR東日本大飯店 台北的Instagram帳戶